# Luboš Hruška

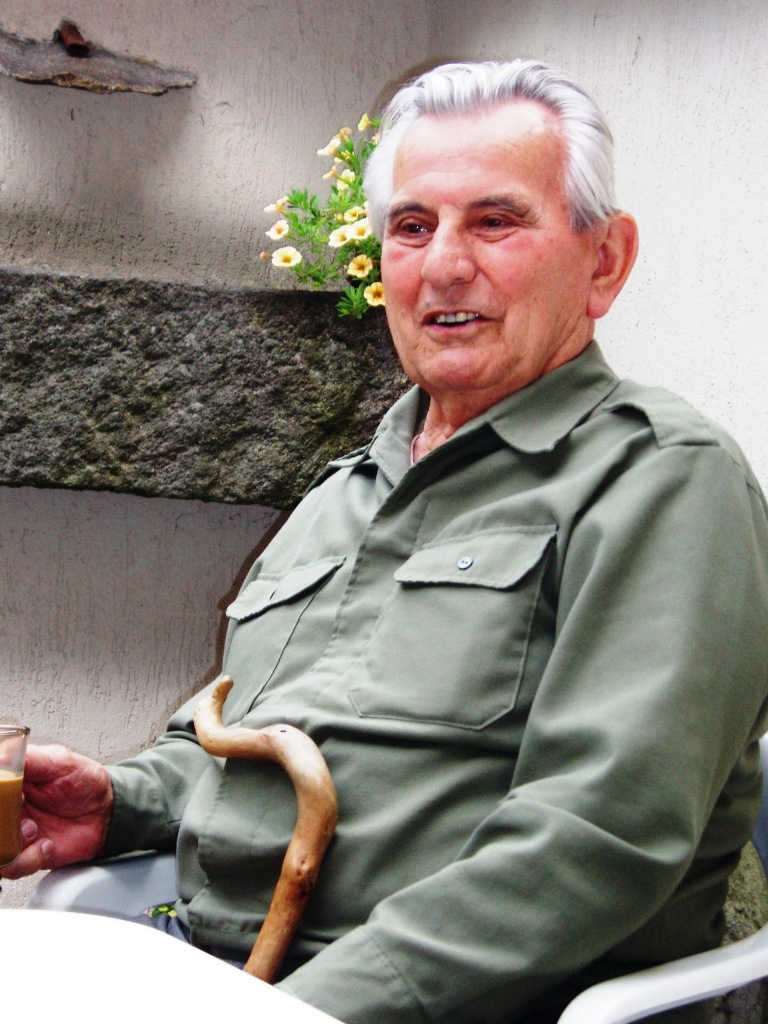
Luboš Hruška

Luboš Hruška (* 20. Juli 1927 in Plzeň; † 30. Juni 2007) war ein tschechischer Soldat und ein politischer Gefangener des kommunistischen Regimes in der ehemaligen Tschechoslowakei. Er war der Begründer des Meditationsgartens – des Denkmals für die Opfer des Bösen – in Pilsen in der Tschechischen Republik.

## Leben

### Gefängnis
Im Jahr 1946 beendete Hruška die Mittelschule und begann mit seiner Weiterbildung an der Militärakademie in Hranice na Moravě. Als junger Offizier kam er zu einer Einheit in der Nähe der Staatsgrenze. Als er 1949 versuchte, die Grenze zu überschreiten, wurde er verhaftet und zu 18 Jahren schweren Kerker und Verfall seines gesamten Besitzes verurteilt. Auch die Bürgerrechte wurden ihm entzogen. In den Gefängnissen Špilberk, Pankrác, Gefängnis Bory (in Pilsen), Opava, Leopoldov, Ruzyně (in Prag), im Arbeitslager der Uranminen in Jáchymov und in Bytíz bei Příbram wurde er gefoltert. Während der im Gefängnis verbrachten Jahre lernte er mehrere inhaftierte Christen, Priester und auch Bischöfe kennen, durch die er dann zum katholischen Glauben kam. Der damalige Jesuitenprovinzial P. František Šilhan bereitete ihn insgeheim zur Taufe vor und taufte ihn auch. Entscheidend für den Glauben Luboš Hruškas war die Begegnung mit Pater Andreas (Ondřej – sein Familiennamen im Zivilleben war K. Frgal) kurz nach seiner Aburteilung. Dieser Kapuziner begrüßte ihn in der gemeinsamen Zelle so, dass Hruška es bis zu seinem Tode für ein Schlüsselereignis seines Lebens hielt.
Während seiner mehr als zehnjährigen Inhaftierung legte Luboš Hruška das Gelübde ab, aus seinem von den Eltern geerbten Obstgarten wollte er eine Parkanlage schaffen, die dem heiligen Kreuz eingeweiht werden sollte. Dieser Park sollte auch der Genesung der menschlichen Seele dienlich sein. Dieses Gelübde hat er restlos erfüllt.

### Familie

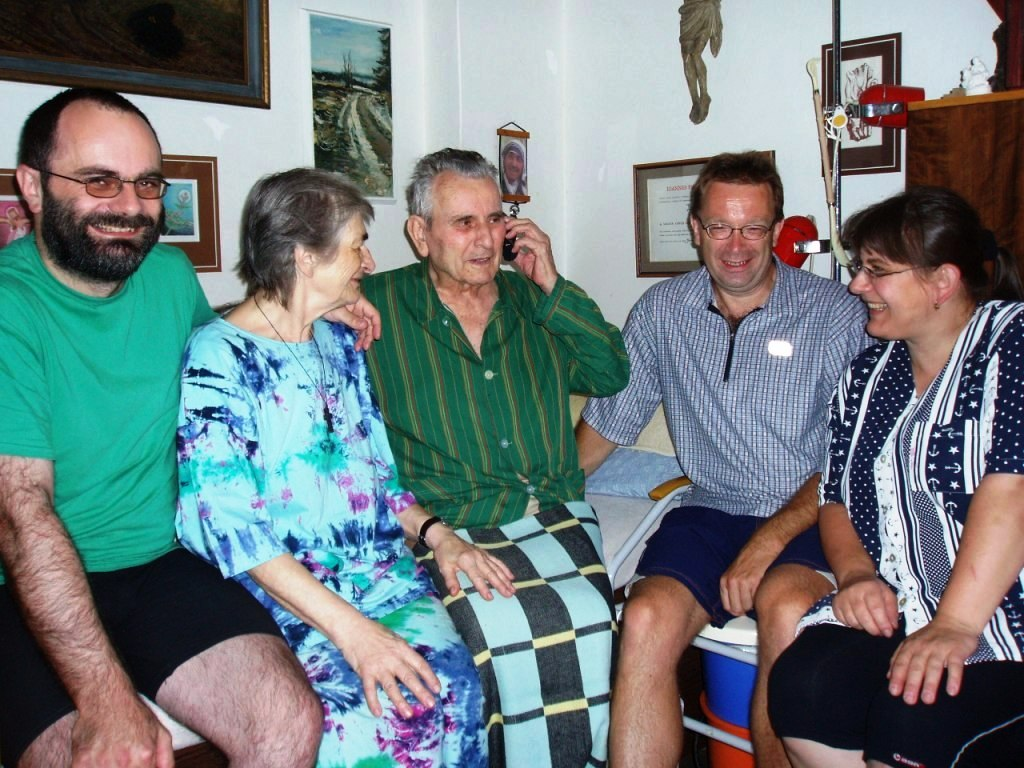
Mit seiner Familie in Doudlevce

Auf dem Weg des Glaubens wurde Luboš Hruška vom Franziskanerpater Michal Pometlo begleitet. Große Unterstützung fand er in seiner Familie, besonders bei seiner Frau Lída, die ihn das ganze gemeinsame Leben durch begleitete und die ihn immer unterstützte. Die letzten fast zwei Jahre seines Lebens verbrachte Luboš Hruška ans Bett gefesselt, gepflegt von seiner Frau.

## Werk

### Meditationsgarten
Gleich nach der Rückkehr aus dem Gefängnis (1960) begann Hruška in seinem Obstgarten in Doudlevce zu arbeiten und verwandelte ihn nach und nach in ein Meditationsareal. Die Obstbäume wurden gefällt und das Gelände dem Vorhaben angepasst. Seinen Lebensunterhalt musste er als einfacher Arbeiter verdienen, er konnte aber dabei öfters nach Průhonice fahren, um dort an Vorträgen über Gartenarchitektur teilzunehmen. Sein Anliegen lag im geistlichen Bereich, er wollte seinen Garten in ein Denkmal für diejenigen umwandeln, die sich gegen das totalitäre Regime (Faschismus und Kommunismus) stellten, und deren Leid in dauerhaften Erinnerung bleiben soll. Zur Leitidee wurde der Kreuzweg Jesu Christi.

### Kreuzweg
Den Kreuzweg konnte Luboš Hruška in Jahren 1987–1989 nur unter ständiger Aufsicht der geheimen Staatspolizei realisieren. Dafür hatte er den akademischen Bildhauer Roman Podrázský aus Přibyslav begeistert, der versprach, kostenlos 12 Sandsteinplastiken für 14 Kreuzwegstationen zu schaffen. Legal konnte jedoch ein Kreuzweg unter der Regierung der Kommunisten nicht entstehen, deshalb wurden die 12 Sandsteinblöcke illegal aus Hořice in der Nähe des Riesengebirges in die Werkstatt von Roman Podrázský in Přibyslav gebracht und die fertigen Statuen mussten danach noch nach Pilsen weiter transportiert werden. Alle Kosten beglich Herr Hruška von seinem Lohn als Arbeiter. Die Statuen wurden im Meditationsgarten in Jahren 1987–1991 aufgestellt.

### Kapelle
Nach dem November 1989 wurde das Areal von Luboš Hruška und von der von ihm gegründeten Stiftung mit einer Kapelle nach Plänen der Architekten J. Soukup und J. Opl fertiggestellt. Die Kapelle wurde dem heiligen Maximilian Kolbe geweiht. Dieser polnische Priester, der später heiliggesprochen wurde, opferte sein Leben für einen Häftling, Vater von drei Kindern, und ging freiwillig im nazistischen Konzentrationslager Oświęcim in Tod.

### Denkmal den Opfern des Bösen

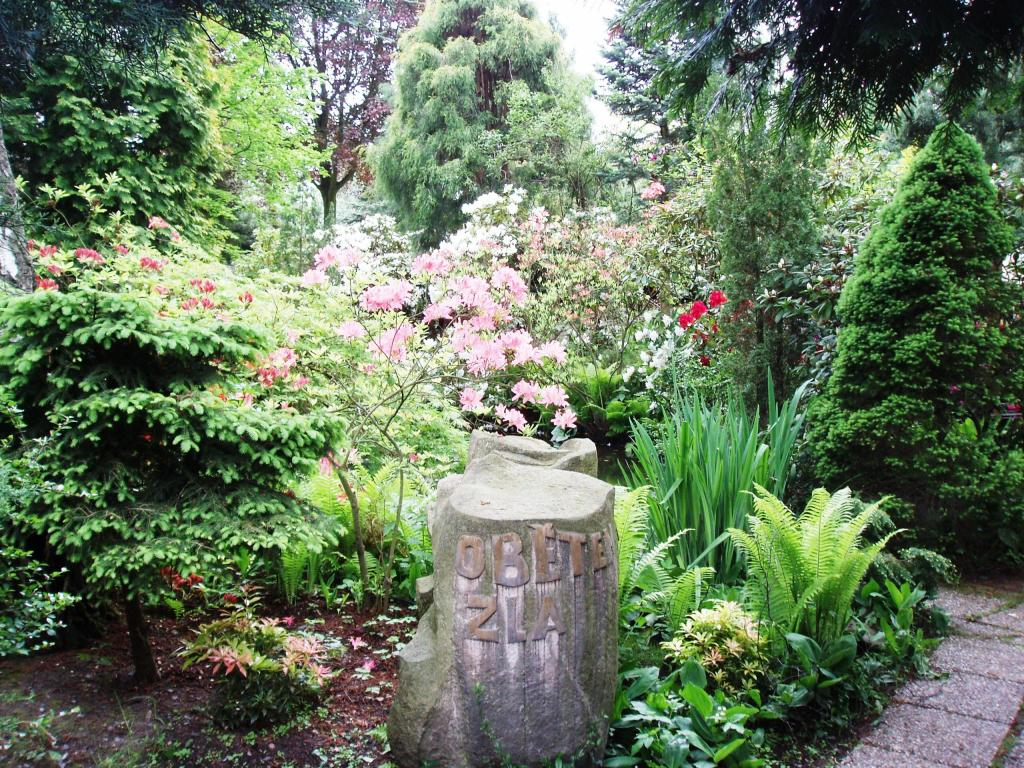
Denkmal den Opfern des Bösen

Im Jahr 1995 überreichte Luboš Hruška das fertiggestellte Areal des Meditationsgartens dem Bistum Pilsen, das zu seinem neuen Eigentümer wurde. So steht heute die Kapelle und das ganze Areal mit dem offiziellen Namen Denkmal den Opfern des Bösen allen zur Nutzung.

## Vermächtnis

### Auszeichnungen
Luboš Hruška wurde für sein Lebenswerk mit mehreren Auszeichnungen gekürt. Er ist Träger des Historischen Siegels der Stadt Pilsen (1992), des Preises der Stadt Pilsen (1994) und des Tomáš-Garrigue-Masaryk-Ordens, erteilt vom Präsidenten der Tschechischen Republik im Jahr 1997. Von Papst Johannes Paul II. erhielt er im Jahr 2002 den Ritterorden des heiligen Papstes Silvesters. Weiter bekam er die Medaille der Militärassoziation der Rehabilitierten (2003), er ist auch Träger des Preises des Hauptmannes der Region Pilsen für Zivilcourage (2003) und er wurde zum Ehrenbürger der Stadt Pilsen (2006) ernannt. Den Namen „Hruška“ trägt seit 1999 der Planetoid 18841, der von den Astronomen Ing. Jana und Miloš Tichý im Observatorium Kleť entdeckt wurde. Am 9. Juli 2007, dem Tag, als er zum Grabe getragen wurde, bekam er in memoriam das goldene Verdienstkreuz des Verteidigungsministers.

### Botschaft
Luboš Hruška schuf ein Werk das nicht nur von großen ästhetischen Wert ist, sondern auch eine starke Geisteskraft und eine Botschaft beinhaltet.
Die Botschaft seines Lebens, die im Meditationsgarten in Pilsen festgehalten ist, kann, nach einem persönlichen Zeugnis von seinem Sohn Petr Hruška (Zemřel Luboš Hruška), folgend zum Ausdruck gebracht werden:
1. Vergessen Sie niemals darauf, was  der Mensche dem Menschen, der Tscheche dem Tschechen, der Bruder dem Bruder in dem 'zivilisierten' Europa am Ende des 20. Jahrhunderts  antun  vermag! Die neuen Generationen sollen die Schrecken der  kommunistischen Totalität kennenlernen, damit solche Unmenschlichkeiten niemals mehr wiederholt werden können.
2. Das Erlebnis der Verbrechen totalitärer Regime zu erleben und die Pflege von 'präventiven' Erinnerungen daran, sollen die zukünftigen Generationen nicht zu Hass, Galligkeit oder Passivität führen, sondern sie eher zur Kreativität ermuntern. Ihr Leben kann jedoch nicht ohne Versöhnung (klare Schilderung der Situation, bzw. Bestrafen der Schuld) neu gestaltet werden, denn nur  durch Versöhnung gelingt man zur Freiheit.
3. Die Kraft zu einer solchen Haltung, zur Verbindung der radikalen Kritik jeglicher Totalität und der radikalen Bereitschaft zur Versöhnung kann man nur aus treuen familiären Bündnissen und der christlichen Gemeinschaft von Glauben, Hoffnung und Liebe schöpfen.